# Ghanese pond

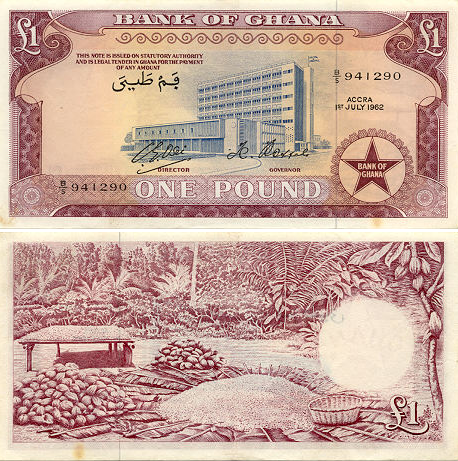
Biljet van 1 Ghanese pond.

Het Ghanese pond was tussen 1958 en 1965 de munteenheid van Ghana. Het was onderverdeeld in 20 shilling, elk van 12 pence. Tot 1958 gebruikte Ghana het Brits-West-Afrikaanse pond, waarna het zijn eigen munt uitgaf. In 1965 introduceerde Ghana de eerste Ghanese cedi tegen een tarief van £ 1 = ₵2,40, dat wil zeggen ₵1 = 100d.